# 스텝업 2: 더 스트리트
《스텝업 2: 더 스트리트》(영어: Step Up 2: The Streets)는 2008년 개봉한 춤 영화로, 《스텝 업》(2006) 속편이며 스텝 업 시리즈 두 번째 작품이다. 존 M. 추가 감독을 맡았다.
속편 《스텝업 3D》(2010)로 이어진다.

## 줄거리
메릴랜드주 볼티모어 스트리트댄서 앤디는 어머니를 암으로 잃고 어머니 친구였던 후견인 세라와 살게 된다. 앤디는 불법 대회인 "더 스트리츠"(The Streets)에서 최상위권을 유지 중인 410 크루 멤버이다.
앤디는 타일러의 권유로 메릴랜드 예술학교(MSA) 입학 시험을 보고 합격한다. 이 사실을 410에 숨긴 앤디는 학교를 다니느라 바빠진다. 이를 나중에 알게 된 410은 앤디가 자신들을 속이고 크루를 우선시하지 않았다는 이유로 앤디를 크루에서 쫓아낸다.
앤디는 체이스, 케이블, 무스 등과 함께 새 크루를 만들고, 대회에 참가하기로 한다. 곧 같은 410 크루였던 친구 미시가 합류한다.
학생들이 이런 대회에 관여하는 걸 금하는 교장은 앤디를 적발하자 바로 퇴학 조치한다. 친구들을 보호하기 위해 앤디는 자신이 교내에서 유일한 대회 참가자인 척 하는데...

## 출연
- 브리아나 에비긴 -  앤드리아 "앤디" 웨스트 역
- 로버트 호프먼 - 체이스 콜린스 역
- 윌 켐프 - 블레이크 콜린스, 체이스의 형이자 MSA 교장 역
- 애덤 G. 서바니 - 로버트 "무스" 알렉산더 3세, 새 크루 멤버 역
- 해리 셤 주니어 - 케이블, 새 크루 멤버 역
- 대니엘 폴랑코 - 멀리사 "미시" 서라노, 전 410, 새 크루 멤버 역
- 캐시 벤투라 - 소피 도너번 역
- 소냐 손 - 세라 역
- 털리샤 쇼 - 펄리시아 역
- 채닝 테이텀 - 타일러 게이지 역

## 사운드트랙
| 곡 순서       | 곡 제목               | 음악가                        | 재생 시간 |
| ------------- | --------------------- | ----------------------------- | --------- |
| 1.            | "Low"                 | 플로 라이다 feat. 티페인      | 3:50      |
| 2.            | "Shake Your Pom Pom"  | 미시 엘리엇                   | 4:00      |
| 3.            | "Killa"               | 체리시 feat. 영 족            | 3:50      |
| 4.            | "Hypnotized"          | 플라이스 feat. 에이콘         | 3:08      |
| 5.            | "Is It You"           | 캐시                          | 3:57      |
| 6.            | "Can't Help But Wait" | 트레이 송즈 feat. 플라이스    | 3:24      |
| 7.            | "Church"              | 티페인                        | 4:00      |
| 8.            | "Ching-a-Ling"        | 미시 엘리엇                   | 3:38      |
| 9.            | "Push"                | 엔리케 이글레시아스           | 3:28      |
| 10.           | "369"                 | 큐피드 feat. B.o.B            | 3:31      |
| 11.           | "Impossible"          | 베이지                        | 4:08      |
| 12.           | "Lives In Da Club"    | 소피아 프레시 feat. 제이 리릭 | 3:28      |
| 13.           | "Girl You Know"       | 스카페이스 feat. 트레이 송즈  | 4:15      |
| 14.           | "Say Cheese"          | 케빈 코섬                     | 4:05      |
| 15.           | "Let It Go"           | 브릿 앤드 앨릭스              | 3:21      |
| 16.           | "Ain't No Stressin"   | 몬태나 터커, 시코라, 디나이얼 | 4:19      |
| 17.           | "Time Back (Remix)"   | 투팍, 배드 스타일             | 3:24      |
| 총 재생 시간: | 총 재생 시간:         | 총 재생 시간:                 | 63:46     |